# Joeri Lodygin
Joeri Vladimirovitsj Lodygin (Russisch: Юрий Владимирович Лодыгин) (Vladimir, 26 mei 1990) is een Russisch-Grieks voetballer die als doelman speelt. Hij verruilde Zenit Sint-Petersburg in augustus 2019 transfervrij voor Gazişehir Gaziantep. Lodygin debuteerde in 2013 in het Russisch voetbalelftal.

## Clubcarrière
Lodgyn werd geboren in de Russische stad Vladimir als zoon van een Russische vader en een Griekse moeder. Hij groeide op in Griekenland. Hij speelde in de jeugd bij Skoda Xanthi, waar hij in juni 2009 zijn eerste profcontract tekende. Tijdens het seizoen 2010/11 werd hij uitgeleend aan Eordaikos. In 2011 keerde hij terug bij Skoda Xanthi en debuteerde hij in de Griekse Super League tegen Ergotelis FC. Het seizoen erna werd hij basisspeler. In juni 2013 werd hij voor een bedrag van 800.000 euro verkocht aan de Russische topclub Zenit Sint-Petersburg. Hij tekende een driejarig contract bij Zenit, waar hij eerste doelman werd. In het seizoen 2014/15 won Lodygin met zijn club de landstitel; een jaar later werd het Russische bekertoernooi winnend afgesloten.

## Interlandcarrière
Lodygin speelde in Griekse nationale jeugdelftallen en speelde drie interlands voor Griekenland -21. In mei 2013 werd hij opgeroepen voor Griekenland; in augustus 2013 weigerde hij een uitnodiging van Griekenland. Op 4 oktober 2013 werd hij door Russisch bondscoach Fabio Capello opgeroepen voor de WK-kwalificatiewedstrijden tegen Azerbeidzjan en Luxemburg. Hij debuteerde voor Rusland op 19 november 2013 in een oefeninterland tegen Zuid-Korea, net als zijn Zenit-clubgenoot Igor Smolnikov. Hij speelde de volledige wedstrijd en zag zijn land met 2–1 winnen. Op 21 mei 2016 werd Lodygin opgenomen in de Russische selectie voor het Europees kampioenschap voetbal 2016 in Frankrijk. Daar werd de selectie onder leiding van bondscoach Leonid Sloetski in de groepsfase uitgeschakeld na een gelijkspel tegen Engeland (1–1) en nederlagen tegen Slowakije (1–2) en Wales (0–3). Lodygin kwam tijdens de eindronde niet in actie.
| Interlands van Joeri Lodygin voor Rusland | Interlands van Joeri Lodygin voor Rusland | Interlands van Joeri Lodygin voor Rusland | Interlands van Joeri Lodygin voor Rusland | Interlands van Joeri Lodygin voor Rusland | Interlands van Joeri Lodygin voor Rusland |                                      |
| №                                         | Datum                                     | Wedstrijd                                 | Uitslag                                   | Competitie                                | Goals                                     |                                      |
| Als speler bij Zenit Sint-Petersburg      | Als speler bij Zenit Sint-Petersburg      | Als speler bij Zenit Sint-Petersburg      | Als speler bij Zenit Sint-Petersburg      | Als speler bij Zenit Sint-Petersburg      | Als speler bij Zenit Sint-Petersburg      | Als speler bij Zenit Sint-Petersburg |
| ----------------------------------------- | ----------------------------------------- | ----------------------------------------- | ----------------------------------------- | ----------------------------------------- | ----------------------------------------- | ------------------------------------ |
| 1.                                        | 19 november 2013                          | Rusland – Zuid-Korea                      | 2 – 1                                     | Vriendschappelijk                         |                                           |                                      |
| 2.                                        | 26 mei 2014                               | Rusland – Slowakije                       | 1 – 0                                     | Vriendschappelijk                         |                                           |                                      |
| 3.                                        | 6 juni 2014                               | Rusland – Marokko                         | 2 – 0                                     | Vriendschappelijk                         |                                           |                                      |
| 4.                                        | 3 september 2014                          | Rusland – Azerbeidzjan                    | 4 – 0                                     | Vriendschappelijk                         |                                           |                                      |
| 5.                                        | 8 september 2014                          | Rusland – Liechtenstein                   | 4 – 0                                     | Kwalificatie EK 2016                      |                                           |                                      |
| 6.                                        | 18 november 2014                          | Hongarije – Rusland                       | 1 – 2                                     | Vriendschappelijk                         |                                           |                                      |
| 7.                                        | 27 maart 2015                             | Montenegro – Rusland                      | 0 – 3                                     | Kwalificatie EK 2016                      |                                           |                                      |
| 8.                                        | 31 maart 2015                             | Rusland – Kazachstan                      | 0 – 0                                     | Vriendschappelijk                         |                                           |                                      |
| 9.                                        | 17 november 2015                          | Rusland – Kroatië                         | 1 – 3                                     | Vriendschappelijk                         |                                           |                                      |
| 10.                                       | 29 maart 2016                             | Frankrijk – Rusland                       | 4 – 2                                     | Vriendschappelijk                         |                                           |                                      |
| 11.                                       | 1 juni 2016                               | Tsjechië – Rusland                        | 2 – 1                                     | Vriendschappelijk                         |                                           |                                      |